# Henri Gréder
Henri Gréder (ur. 30 listopada 1930 roku w Nancy, zm. 14 sierpnia 2012 roku) – francuski kierowca wyścigowy i rajdowy.

## Kariera
Gréder rozpoczął karierę w międzynarodowych wyścigach samochodowych w 1967 roku od startu w klasie S 5.0 24-godzinnym wyścigu Le Mans, którego jednak nie ukończył, ale w klasyfikacji końcowej okazał się najlepszy w swojej klasie. Starty w 24-godzinnym wyścigu Le Mans kontynuował w latach 1968-1975. W klasie GT 5.0 był najlepszy w 1970 i 1973 roku. Poza tym startował także w dywizji 3 European Touring Car Championship (1968 rok).